# Protestas contra el pasaporte sanitario COVID-19 en Francia en 2021

Bandera francesa con la Cruz de Lorena usada por manifestantes contra el pasaporte sanitario

Las protestas contra el pasaporte sanitario COVID-19 son una serie de manifestaciones realizadas en París y otras ciudades francesas contra el pase de salud obligatorio que fue presentado por el gobierno francés, liderado por Emmanuel Macron, para que las personas puedan ingresar a diversos lugares públicos. en el contexto de las protestas por las respuestas a la pandemia de COVID-19. Manifestaciones similares se dieron en Australia, Gran Bretaña, Italia y Grecia.

## Acontecimientos

### 16 de julio
Por la noche, un centro de vacunación en Lans-en-Vercors fue destruido. Se encontraron grafitis que decían “Vacunación = genocidio”, “1940” y una Cruz de Lorena, símbolo de la resistencia francesa contra la ocupación nazi. El área había sido una base de los maquis durante la Segunda Guerra Mundial. El ministro de salud, Olivier Véran, condenó el ataque.

### 17 de julio
Tras el anuncio de las medidas del gobierno francés (que incluye la vacuna obligatoria para los trabajadores de salud y la obligación de los ciudadanos franceses de tener un pase de salud en los lugares públicos), miles de personas salieron a las calles de ciudades francesas como París, Marsella, Montpellier, Toulouse y Niza. En París se desarrollaron marchas separadas de manifestantes de extrema derecha y extrema izquierda, llegándose a ver desde monarquistas hasta personal médico. Los manifestantes argumentaron que las medidas infringen la libertad de elección de las personas que no desean vacunarse. Los manifestantes marcharon gritando “¡Libertad!” con carteles de “Nuestros hijos no son conejillos de indias”. En el Museo del Louvre, diversos manifestantes gritaron “¡Macron lárgate!” y “¡Libertad!”.
Los manifestantes se comparaban con los miembros de la resistencia francesa contra la ocupación nazi en la Segunda Guerra Mundial y algunos manifestaban teorías de la conspiración sobre el origen del coronavirus. Algunos manifestantes lucieron estrellas amarillas que recordaba las que los nazis obligaban llevar a los judíos y otros llevaban carteles que aludían a los regímenes del apartheid o el campo de concentración de Auschwitz haciendo referencia a que el gobierno francés los maltrataba con sus medidas.

### 24 de julio
Nuevas manifestaciones se dieron en Francia. Se registraron enfrentamientos entre los manifestantes y la policía, aunque la mayoría de las reuniones fueron ordenadas. Se registró unas 161.000 personas frente a las 144.000  de la semana pasada. Los manifestantes calificaron a Macron de “tirano” y “dictador”. Macron, en una visita a la Polinesia Francesa, calificó a los manifestantes de “irresponsables” y “egoístas”.

### 26 de julio
El parlamento francés aprobó un proyecto de ley por el cual se requiere “pases de salud” para poder ingresar a restaurantes, trenes, aviones y lugares públicos; además de exigir la vacunación para todos los trabajadores del sector salud antes del 15 de septiembre caso contrario serían despedidos.

### 28 de julio
Un grupo de manifestantes logró irrumpir dentro del ayuntamiento de Poitiers, tomar el retrato de Macron, destrozarlo para luego arrojarlo por la ventana mientras la multitud de afuera vitoreaba.

### 31 de julio
Se dieron nuevas manifestaciones en París y otras ciudades francesas. Partidarios anarquistas, de extrema derecha y comunistas marcharon, al igual que los chalecos amarillos. Algunos manifestantes ondeaban la Cruz de Lorena. Se registró un total de 204.090 manifestantes y se organizaron alrededor de 150 eventos separados en las principales ciudades. Más de 3.000 policías y personal de seguridad se desplegaron en París. Se registraron disturbios y tres policías fueron heridos por los manifestantes.

### 4 de agosto
En una entrevista para la revista Paris Match, Macron manifestó que no cederá en “absoluto a [la] violencia radical” y que la actitud de los manifestantes es “una amenaza para la democracia. Mezclan todo”. Agregó que “algunas decenas de miles han perdido la cabeza hasta tal punto que son capaces de decir que vivimos en una dictadura”.

### 7 de agosto
Por cuarta semana consecutiva los manifestantes salieron a las calles argumentando que las nuevas medidas invaden las libertades civiles. Se registraron alrededor de 230.000 manifestantes, a pesar de que las encuestas muestran de que la mayoría de los franceses aprueban los “pases de salud”. Los manifestantes salieron a las calles con pancartas que decían: “Nuestras libertades están muriendo” y “Vacuna, no toques a nuestros hijos”. Macron, por su parte, y encontrándose en su residencia de vacaciones, usó Tik Tok para transmitir el mensaje de vacunación en los últimos días.

### 14 de agosto
El número de manifestantes, en la quinta semana de protestas, disminuyó a casi 215.000 manifestantes, a pesar de que las autoridades esperaban alrededor de 250.000 manifestantes. Alrededor de 1.600 policías se desplegaron en París.

### 21 de agosto
El Ministerio del Interior francés calculó la cantidad de manifestantes en alrededor de 175.000.

### 28 de agosto
Se calculó alrededor de 160.000 manifestantes, 16 personas fueron arrestadas y 3 policías resultaron levemente heridos.

### 4 de septiembre
Para la octava semana de protestas se calculó alrededor de 140.000 manifestantes.

### 11 de septiembre
Se calculó alrededor de 120.000 manifestantes. Las protestas se produjeron un día después de que la exministra de salud Agnes Buzyn fue puesta bajo investigación por su papel en el manejo de la pandemia.

### 18 de septiembre
Se registraron nuevas protestas en Francia. En París se registraron tres concentraciones, una liderada por los chalecos amarillos.